# Karkú
Karkú es una serie de televisión juvenil chilena, creada por el guionista y director Onell López, también creador de las series BKN y Magi-k, de Mega. Karkú fue emitida a partir del año 2007 hasta 2009. La serie está orientada principalmente al público adolescente y trata sobre temas como la amistad, el amor, la lealtad y la responsabilidad. La serie se ha mostrado en varios países llegando a ser una de las de mayor  éxito de Onell López.
Fue emitida inicialmente por Televisión Nacional de Chile, en febrero de 2007. Luego, se realizó a través del canal de televisión Nickelodeon, el 3 de marzo de 2008 para toda Latinoamérica, expandiendo el éxito a lo largo y ancho de la región, siendo la segunda serie de TVN en llegar a transmitirse en esta señal, tras el resultado de 31 minutos.  
Sus dos primeras temporadas fueron producidas enteramente por TVN; mientras que, gracias al apoyo económico de Nickelodeon, se logró dar paso a una tercera temporada un año más tarde, como una serie original del canal. La producción alcanzó a más de 22 millones de hogares,  siendo transmitido, a su vez, en varios canales de México, Colombia, Perú, El Salvador, Ecuador, Estados Unidos y Brasil.  Esto también logró cautivar el interés fuera del continente, especialmente en países como Italia, donde se compraron las tres temporadas y transmitidas a través de la cadena RAI. 
La segunda temporada, bajo el lema Ir más lejos, se emitió a partir del 2 de enero de 2008. Mientras que la tercera, con el lema de Nuevos desafíos, se estrenó primero en el canal de cable el 17 de junio del 2009 y luego en TVN. A partir del 2 de enero de 2012 comenzó a retransmitirse la primera temporada de lunes a viernes en la franja del mediodía (12:00 a 13:30) por su cadena original TVN.

## Sinopsis
Emilia "Emi" Valdez llega de una ciudad del norte (Vallenar) a la casa de sus tíos. Allí comienza a asistir a un colegio privado llamado "British Royal School", donde conoce a Francisco (Zico), Álex, Martín y a las hermanas Vale y Fernanda (Feña). Durante las dos primeras temporadas, los personajes viven grandes aventuras enfrentando el desafío de juntar dinero para su gira de estudios. En la tercera temporada, Álex y Fernanda son reemplazados por los hermanos Dana y Chris. En la serie, Emi rompe la cuarta pared, hablando sola en la pantalla cuando algo sorprendente pasa y nadie la escucha en su alrededor.

## Episodios
| Temporada | Temporada | Lema            | Episodios | Episodios | Emisión original     | Emisión original     |
| Temporada | Temporada | Lema            | Episodios | Episodios | Primera emisión      | Última emisión       |
| --------- | --------- | --------------- | --------- | --------- | -------------------- | -------------------- |
|           | 1         | ¡Atrévete!      | 24        | 24        | 5 de febrero de 2007 | 8 de marzo de 2007   |
|           | 2         | Ir más lejos    | 26        | 26        | 2 de enero de 2008   | 6 de febrero de 2008 |
|           | 3         | Nuevos desafíos | 26        | 26        | 29 de marzo de 2010  | 4 de mayo de 2010    |

### Primera temporada
Emilia, una simpática niña de 13 años de clase media baja, llega a Santiago para vivir con sus tíos. En su nuevo colegio hace nuevos amigos con los que entabla una profunda amistad.
Juntos realizan diferentes trabajos convirtiéndose en jóvenes emprendedores, con el objetivo de juntar dinero para realizar un paseo de curso de fin de año.
Con esta meta, los chicos pasean y bañan mascotas, venden flores, cuidan niños pequeños y realizan una fiesta, entre otras cosas. Junto a Emi, Fernanda, Valentina, Zico, Álex y Martín, descubrimos con humor y simpatía, la aventura de crecer y vivir una etapa de la vida llena de cambios.
En el transcurso del ciclo escolar, se vuelven amigos y enemigos, se enamoran y desenamoran. Descubren sus virtudes y defectos, anhelos y miedos en el camino hacia su madurez.

### Segunda temporada
Emilia, Fernanda, Zico, Valentina, Álex y Martín, disfrutan de sus últimos días de vacaciones yendo todos juntos a un paseo. Aquí, sin dejar de divertirse, todos trabajan limpiando la playa. De regreso en Santiago se las ingenian para combatir el calor antes de entrar al colegio.
Llega el momento de entrar a clases, entre encuentros y desencuentros, romances y desilusiones, el grupo de amigos seguirá unido ahora en el primero “B”. Esta vez, buscando nuevas e ingeniosas actividades para juntar dinero para su paseo de fin de año, con la idea de "ir más lejos".
Sin embargo se enfrentarán a un gran obstáculo, su nueva profesora miss Helena Jaramillo; una mujer estricta y autoritaria, para quien los alumnos solo se tienen que dedicar al estudio. Sin embargo, se las arreglarán para trabajar sin que ella se entere. Con la llegada de Fátima Sousa (enemiga principalmente de Valentina, por volverse en la única que no se convierte en su amiga en el curso, con excepción de Emilia que no se encuentra en British Royal School en el momento de su llegada) y Kako Marín (enemigo de Emilia por volverse novio de Valentina, que al caer en sus mentiras y dañar la amistad con sus amigos del curso, especialmente la de Emilia. Trata de hacerle ver la clase de persona que es el). El grupo de amigos tendrán que vivir varios obstáculos.
En los problemas de Emi y Zico, Martín y Feña se interpondrán respectivamente.

### Tercera temporada
Emi, Zico, Vale y Martín disfrutan sus últimos días de vacaciones en el Lago Rapel, pero cuando Zico planea regresar con Emi, un grito de auxilio arruina todo, una chica se estaba ahogando después de caerse de su moto de agua. Es ahí donde conocen a los hermanos Hamilton: Daniela y Chris, dos jóvenes provenientes de Estados Unidos.
Chris se ve atraído por Vale y ella también siente una atracción por él, pero una broma hecha por Chris hacia Vale los separa y obliga a todos a volver a Santiago. Cuando pensaban que se habían librado de los Hamilton, vendría la sorpresa con la cual se desarrollaría la tercera temporada, los hermanos serían sus nuevos compañeros de clase. Al llegar al colegio se encuentran con la nueva profesora jefe: Miss Fabiana Castillo, con la cual el gracioso inspector Palacios se ve atraído y a la vez acosado por la enfermera Eugenia. Dana y Zico se hacen novios y Vale ayuda a Martín a comprarse la guitarra que él desea, y al final terminan enamorándose y se vuelven novios. Luego, a pesar de que Dana no aguantaba que Zico siempre hablaba de Emi, se decidió a juntarlos y hacer que volvieran.

## Streaming
Una vez finalizado cada capítulo de Karkú en TVN, estos eran cargados a la plataforma VOD del cable operador chileno VTR, además del sitio web del canal, donde además de los episodios, había entrevistas y backstages de la serie y el grupo musical nacido de la serie, Six Pack. En el caso de Nickelodeon y de manera internacional, estaban disponibles a través de la plataforma NickTurbo (actual Nick Play). Cabe destacar que los capítulos de la temporada 3 llegaron primero a Nickelodeon que es la Televisión Nacional de Chile. Desde enero de 2017 y de manera oficial, se encuentran todos los capítulos de las 3 temporadas en YouTube.

## Elenco y personajes

### Principales
- Constanza Piccoli como Emilia Valdés (T1-T3)
- Ignacio Sepúlveda como Francisco "Zico" Sotomayor (T1-T3)
- Raquel Calderón como Fernanda Urquieta (T1-T2)
- César Morales como Martín Maldonado (T1-T3)
- Luciana Echeverría como Valentina Urquieta (T1-T3)
- Vicente Muñoz como Álex Schilling (T1-T2)
- Constanza Herrero como Dana Hamilton (T3)
- Nicolás Guerra como Chris Hamilton (T3)

#### Secundarios
- Gustavo Becerra como Inspector Rigoberto Palacios. 'El Brócoli' (1-3 temp.)
- Marco Bucchi como Marcos Valdivia "Chanchivia" (1-3 temp.)
- Francisco Torres. como Sergio Slavtic (estudiante 1-3 temp.)
- Patricia Iribarra como Elena Jaramillo, Miss Elena, "la Darth Vader" profesora de Historia y directora de la escuela (2-3 temp.)
- Renato Münster como Tío Arturo (1 y 3 Temp.)
- Vania López Cañete como Margarita (2-3 temp.)
- Peggy Cordero como Edna, abuela de Dana y Chris (3 Temp.)
- Carlos Embry como Papá de Emilia (3 temp.)
- Araceli Vitta como Miss Fabiana Castillo (3 temp.)
- Paulina Hunt como Enfermera María Eugenia (3 temp.)
- Javiera Hernández como Miss Daniela (1 temp.)
- Paula Sharim como Tía Mariana (1 temp.)
- Daniel Herrera como Lucas, primo de Emi (1 temp.)
- Francisca Reiss como Patricia, mamá de Emilia
- Rodrigo León como Diego, pretendiente de Fernanda (1 temp.)
- Joaquín Rencoret como Nacho, amigo de Fernanda
- Diego Vacarezza como Caco Marín (2 temp.)
- Renata Oyarzún como Fátima Souza (2 temp.)
- Miguel Martínez como Guía turístico en México.
- Jesús Zavala como Guía turístico en México.

## Grupo musical
La producción de la serie concibió la idea del grupo musical para promocionar tanto a los personajes como a la misma, lanzando un álbum titulado SixPack. En un principio el grupo estaba conformado por Constanza Piccoli, Ignacio Sepúlveda, Luciana Echeverría, Vicente Muñoz, Raquel Calderón y César Morales protagonistas de la serie, de este proyecto musical se desprendieron varios éxitos como "Chico Malo" y "Cada Vez" esta última siendo el tema musical de la serie.

### CD

#### DiscoSixPack
1. «Chico Malo»
2. «Bendíceme»
3. «24 Horas»
4. «Como Te Puedo Olvidar»
5. «Cada Vez»
6. «Amiga Del Alma»
7. «Ángel»
8. «Esclavo de Tu Voz»
9. «Otra Vez»
10. «Los Chicos No Lloran»
11. «Chico Malo» (instrumental)

#### DiscoSixPack Reedición
1. «24 Horas»
2. «Amiga Del Alma»
3. «Otra Vez»
4. «Ángel»
5. «Bendíceme»
6. «Cada Vez»
7. «Chico Malo»
8. «Como Te Puedo Olvidar»
9. «Los Chicos No Lloran»
10. «Esclavo de Tu Voz»
11. «Chico Malo» (instrumental)
12. «Cada Vez» (portugués)

#### DiscoUp
1. «Huracanes»
2. «Conexión»
3. «Sin llaves de ningún lugar»
4. «Up»
5. «Dame otro beso»
6. «Búscame en tu corazón»
7. «Despierta, Levántate»
8. «Quédate, no te vayas»
9. «Caminé tantos años»
10. «I try»
11. «Huracanes» (portugués)
12. «Up» (portugués)